# Catena Kurchatov
La Catena Kurchatov è una struttura geologica della superficie della Luna.